# Pont de l'A71 sur la Loire
Le pont de l'A71 sur la Loire est un pont routier français de l'agglomération orléanaise enjambant la Loire qui relie les communes de La Chapelle-Saint-Mesmin et de Saint-Pryvé-Saint-Mesmin dans le département du Loiret et la région Centre-Val de Loire.

## Géographie
Le pont est situé dans le périmètre du Val de Loire inscrit au patrimoine mondial de l'UNESCO.
L'ouvrage traverse la Loire, à 1,6 km en aval du pont de l'Europe et à environ 14 km en amont du pont de Meung-sur-Loire.
L'autoroute A71 emprunte le pont.

## Histoire
Le pont a été ouvert à la circulation le 26 mars 1980 lors du prolongement de l'A71 jusqu'à Olivet.

## Description

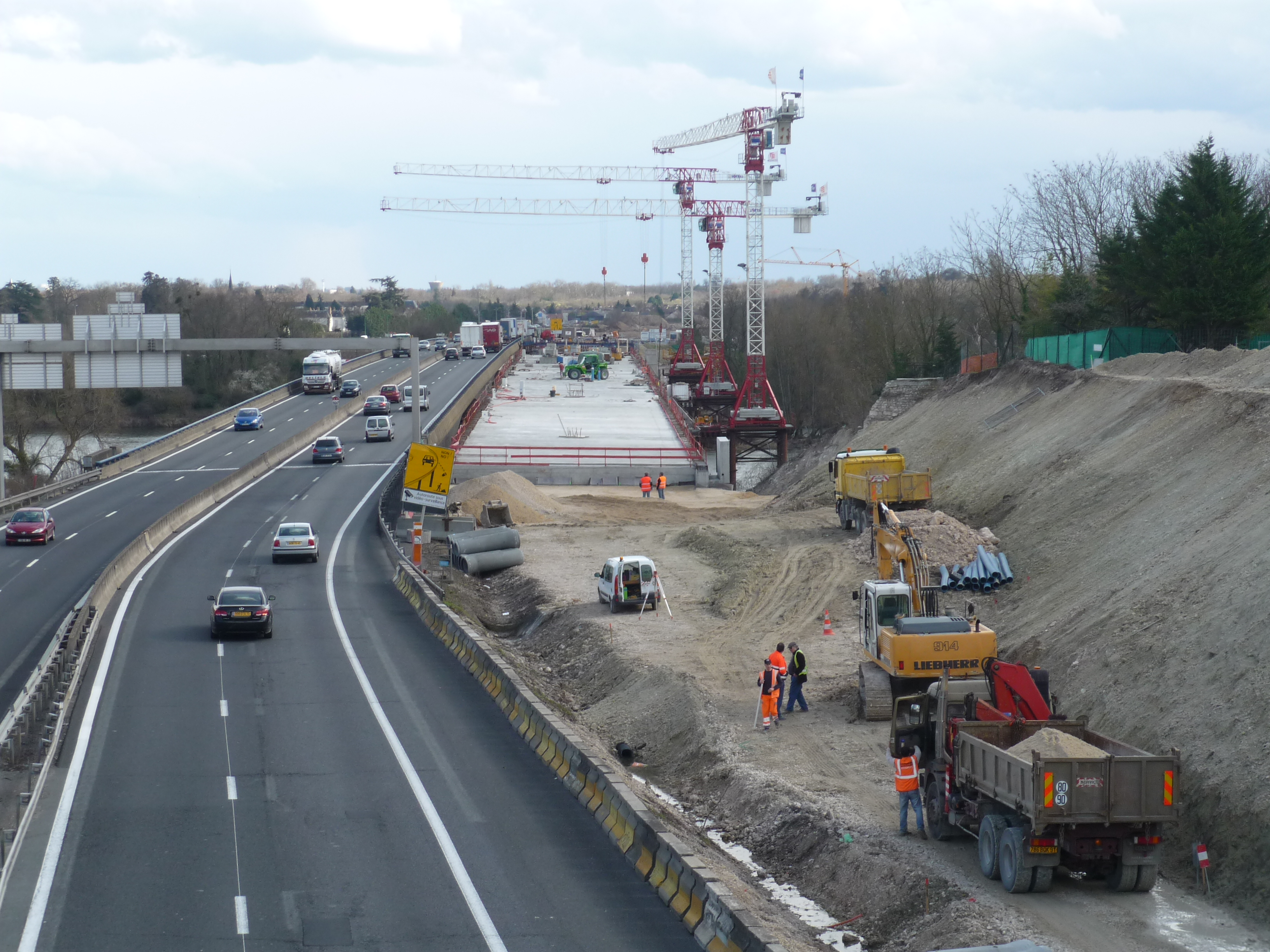
Travaux d'élargissement

L'ouvrage est un pont en béton précontraint, d'une longueur de 400 mètres environ, il comporte à l'origine quatre voies de circulation sans bande d'arrêt d'urgence.
Les travaux d'élargissement de l'autoroute A71 entre Olivet et Orléans intégrèrent la construction d'un second pont accolé au pont existant et en aval de ce dernier. Le nouvel ouvrage a une longueur similaire de 400 mètres et une largeur de 15,4 mètres. Depuis la mise en service de ce nouveau pont le 1er février 2011, chacun d'entre eux comporte trois voies de circulation et une bande d'arrêt d'urgence.
La vitesse y est limitée à 110 km/h et ce pont comporte un radar de contrôle routier dans le sens sud-nord.

## Pour approfondir